# Saladin Dellers
Saladin Dellers (* 1994 in Bern) ist ein Schweizer Schauspieler.

## Leben
Saladin Dellers spielte zunächst in verschiedenen Produktionen im Jugendclub der Jungen Bühne Bern und realisierte eigene Kurzfilmprojekte. Von 2012 bis 2016 studierte er Schauspiel an der Kunstuniversität Graz. In der Spielzeit 2014/15 war er am Schauspielhaus Graz in William Shakespeares Der Widerspenstigen Zähmung, einer Schauspielhaus-Kooperation mit dem Institut für Schauspiel der Kunstuniversität Graz, in der Regie von Holle Münster zu sehen; er spielte darin einen der drei Verehrer der Titelrolle. In King Arthur (2015) war er als Zauberer Osmond zu sehen.
Nach Abschluss seines Studiums verlagerte Dellers seinen Lebensmittelpunkt 2017 nach Berlin. Er trat weiterhin in Theaterproduktionen auf, wie Follower (2017), Hyphe (2020)  und Vogt – ein Selbstversuch (2020).
2011 gab er sein Debüt als Filmschauspieler in dem Kinospielfilm Silberwald (Regie: Christine Repond) und wurde dafür 2012 als bester Darsteller beim Schweizer Filmpreis nominiert. Es folgten Auftritte in Kurzfilmen sowie Nebenrollen in TV-Filmen. 2014 drehte er den TV-Film Stöffitown (Regie: Christoph Schaub).
Ab 2019 war Dellers auch als Drehbuchautor tätig. Sein Werk Justus, bei dem er sowohl als Autor als auch als Schauspieler tätig war, gewann den Mejor Corto Internacional Award beim Festival de Cine Premios Lorca. 2022 wurde Dellers für seine Rolle in dem Kurzspielfilm Abhauen mit dem Best Actor Award beim NORGS International Independent Festival ausgezeichnet.

## Filmografie
- 2011: Silberwald (Regie: Christine Repond)
- 2012: Forgiven Is Not Forgotten (Kurzfilm)
- 2014: Ziellos (Regie: Niklaus Hilbert)
- 2015: Stöffitown (Regie: Christoph Schaub)
- 2017: Vakuum (Regie: Christine Repond)
- 2018: Der Läufer (Regie: Hannes Baumgartner)
- 2018: Nr. 47 (Regie: Samuel Morris) – Fernsehserie
- 2018: Weekend Tide (Regie: Julio Ramírez) – Kurzfilm
- 2019: Golden Twenties (Regie: Sophie Kluge)
- 2019: Hedon (Regie: Julian Dieterich) – Kurzfilm
- 2019: Frau Holles Garten (Fernsehfilm)
- 2020: Moskau Einfach! (Regie: Micha Lewinsky)
- 2020: Isi & Ossi (Regie: Oliver Kienle)
- 2021: Youth Topia (Regie: Dennis Stormer)
- 2021: Schwarz oder Weiss (Regie: Kim Culetto) – Kurzfilm
- 2022: Tatort: Schattenkinder – Fernsehreihe
- 2022: Abhauen (Regie: Kim Culetto) – Kurzfilm
- 2023: Justus (Regie: Kim Culetto) – Kurzfilm
- 2024: Mit einem Tiger schlafen (Regie: Anja Salomonowitz)
- 2025: Die Beschatter (Regie: Michael Steiner)